# Pielachtal
Pielachtal este o arie protejată (arie de protecție specială avifaunistică — SPA) din Austria întinsă pe o suprafață de 1.025,57 ha, integral pe uscat.

## Localizare
Centrul sitului Pielachtal este situat la coordonatele 48°12′20″N 15°26′20″E / 48.2056°N 15.4389°E.

## Înființare
Situl Pielachtal a fost declarat arie de protecție specială avifaunistică în ianuarie 2004 pentru a proteja 20 de specii de animale.

## Biodiversitate
Situată în ecoregiunile alpină și continentală, aria protejată nu include niciun habitat protejat.
La baza desemnării sitului se află mai multe specii protejate de  păsări (20): fluierar de munte (Actitis hypoleucos), pescăruș albastru (Alcedo atthis), stârc roșu (Ardea purpurea), buha (Bubo bubo),  prundaș gulerat mic (Charadrius dubius), barză albă (Ciconia ciconia), barză neagră (Ciconia nigra), erete de stuf (Circus aeruginosus), ciocănitoarea de stejar (Dendrocopos medius), ciocănitoare neagră (Dryocopus martius), egretă albă (Egretta alba), șoimul rândunelelor (Falco subbuteo), capîntortură (Jynx torquilla), sfrâncioc roșiatic (Lanius collurio), ferestrașul mare (Mergus merganser), stârc de noapte (Nycticorax nycticorax), viespar (Pernis apivorus), cormoran mare (Phalacrocorax carbo), lăstun de mal (Riparia riparia), fluierarul de zăvoi (Tringa ochropus).
Pe lângă speciile protejate, pe teritoriul sitului au mai fost identificate 1 specie de păsări.